# Stockage des grumes à l'air libre

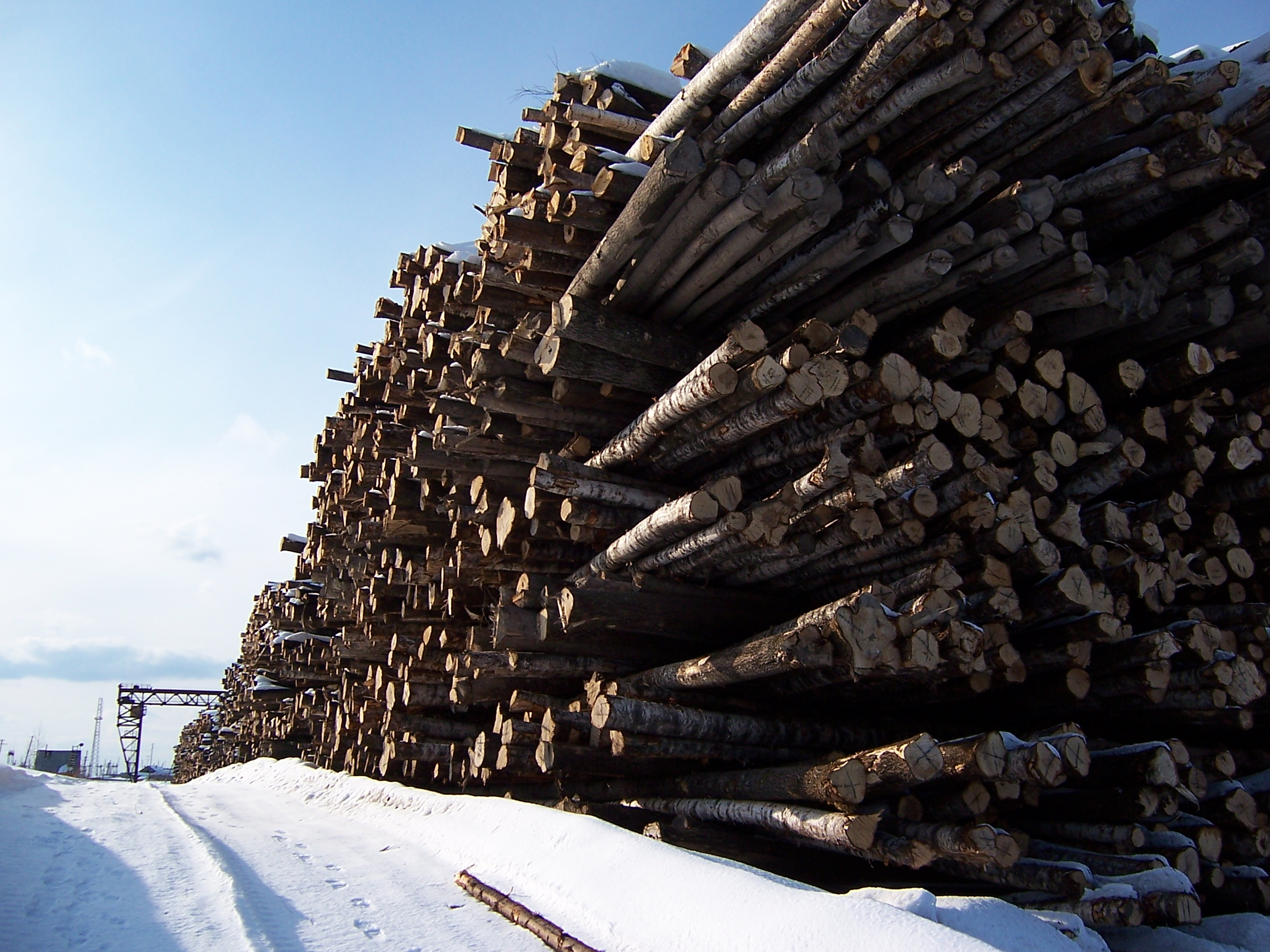
Stockage en pile croisée des grumes Entrepôt d'une entreprise russe d'exploitation forestière, région de Kirov, Russie, 2008.

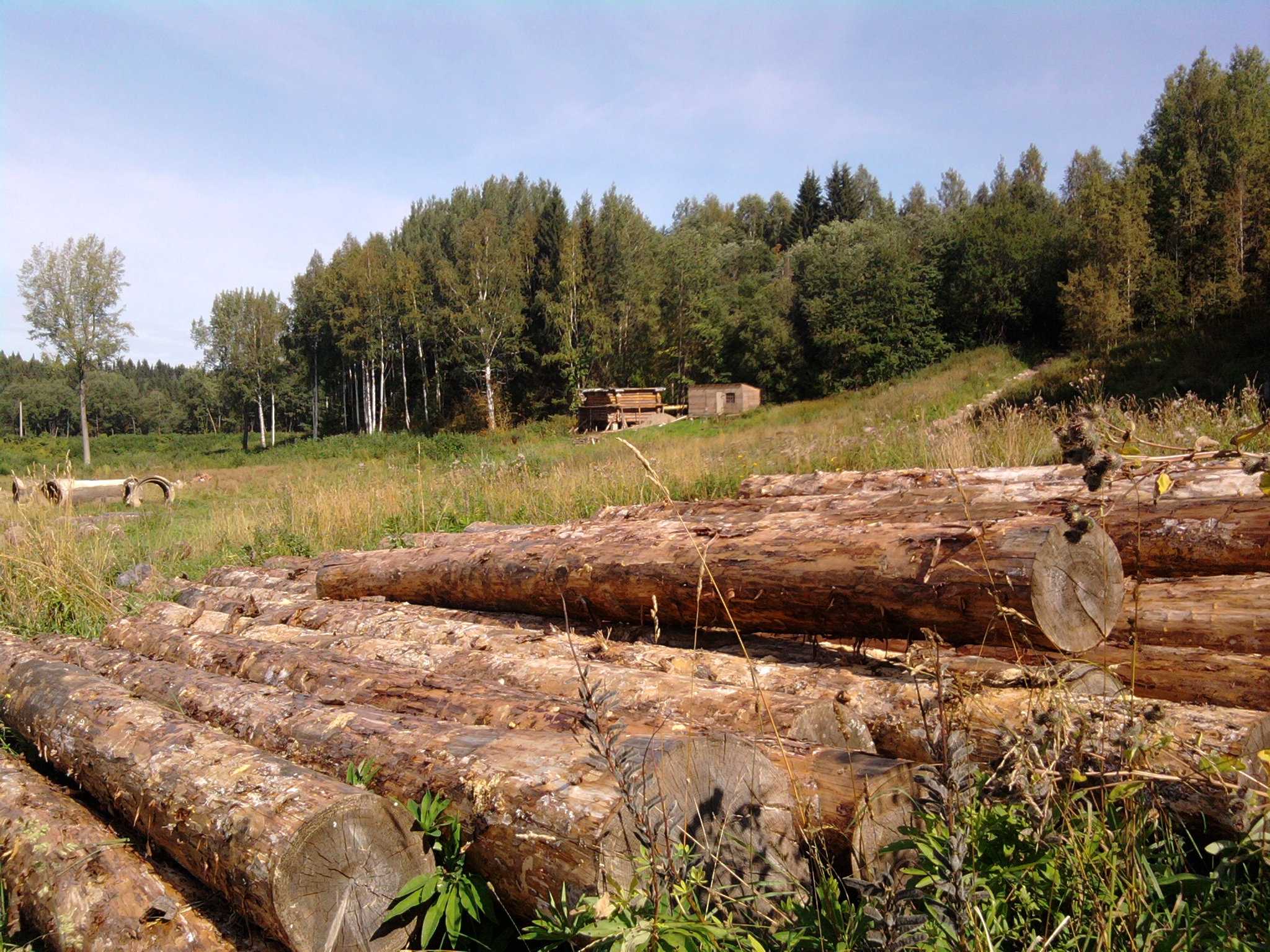
Exploitation forestière à la rivière Khokhlovka - Russie

Le stockage des grumes à l'air libre est un mode de stockage des grumes. Il se fait généralement en piles croisées ouvertes et assure un séchage lent des grumes. 
Les grumes sont souvent stockées écorcées. La plupart du temps dans la manutention des grumes, l'écorce est laissée parce qu'elle protège encore la grume des chocs accidentels; en stockage humide l'écorce empêche également l'humidité de s’évacuer de la grume et elle est maintenue. Ici dans  le but d'obtenir un séchage rapide, l'écorce est enlevée. Grâce à l'écorçage, et un empilage minutieux, pour permettre une bonne aération, l'humidité du bois peut être rapidement réduite à un niveau où il n'y a plus de risque d’infestation par les champignons (25-30%), et même largement en dessous du point de saturation des fibres. Des résultats d'expérience sont disponibles pour le douglas, l'épicéa, le mélèze et le pin. 
Le bois conservé pouvant atteindre selon les conditions climatiques une humidité de 15 à 22%, cette méthode de conservation des grumes ne nécessite pas de séchage supplémentaire artificiel, mais s'il doit être réalisé malgré tout pour les bois de sciage, il peut se faire de manière économique et facilement. Les grumes pré-séchées de cette manière peuvent être transportées plus facilement, le poids en étant réduit de manière significative. En période de gel, le bois rond pré-séché contient moins de glace par rapport au bois rond vert, il peut-être par conséquent facilement scié. Toutefois le sciage des bois ronds pré-séchés exige plus d'énergie que le sciage du bois vert.
Le séchage à l'air libre (« à sec ») des grumes résineuses écorcées, destinées essentiellement à un usage en charpente, en « piles croisées », avec ou sans installation d’une couverture de toit, directement après l'abattage qui nécessairement a eu lieu en hiver, est un moyen peu coûteux et écologique d'assurer la préservation des grumes, la durée de stockage ne pouvant durer plus de cinq mois. 
Ce mode de stockage a été essayé en France, pour la conservation des chablis surtout après la tempête de 1999, mais le résultat après une à deux saisons, jugé peu encourageant en raison de dégradations significatives d’une partie des bois, a fait abandonner cette méthode. En outre,cette technique n’est pas recommandée pour les pins qui bleuissent après écorçage. La teneur en eau en dessous du point de saturation des fibres crée à un moment donné les conditions favorables à une infection fongique: « Si le séchage est trop lent, il peut y avoir des dommages fongiques. Si le séchage est trop rapide, il y a un risque de fentes de retrait excessif »,.
Le tronc coupé, surtout s'il est gros, conserve suffisamment d'humidité pour conserver une activité cellulaire, soit être vivant. Le bois abattu en hiver par exemple conserve suffisamment de nutriments pour développer feuillage, et un cerne incomplet de printemps, ceci après sa coupe, ce qui a trompé quelquefois les dendrochronologues, sur la saison d'abattage de l'arbre.  En laissant les troncs sur le sol pendant quelques mois après la coupe qui a lieu en hiver, l'amidon stocké par l'arbre en prévision de l'hiver est lentement consommé. Pendant cette « douce fin de vie », les cellules vivant sur leur réserve (parenchyme de stockage) , le bois contient finalement moins d'amidon que s'il avait été séché brutalement en séchoir. La prolifération des insectes du genre Lyctus est corrélée avec la présence d'amidon dans le bois, la suppression de cette source de nourriture engendre l'immunisation du bois contre la vermoulure. Thomas Elliott Snyder en 1927 a observé le même phénomène pour des billes immergées dans l'eau pendant quatre mois . 
Cela n'était pas non plus passé inaperçu à Émile Mer. En 1903, il suggère qu'il y a une relation entre la vermoulure provoquée par la vrillette et la quantité d'amidon présente dans le bois. Il fait la constatation intéressante que les échantillons exposés sous forme de rondelles à l'École nationale des eaux et forêts de Nancy ne sont pas attaqués par les insectes, bien qu'attaqués par les champignons. Ayant inspecté les rondelles, il voit qu'elles ne contiennent plus d'amidon. Ces échantillons ont été probablement prélevés sur des arbres ayant séjourné quelque temps sur le parterre de la coupe après abattage, suffisamment longtemps pour que l'amidon soit épuisé, mais aussi suffisamment pour qu'ils soient envahis par les champignons. Pour éviter la vermoulure, on risque d'obtenir de la pourriture. Mer suggère que pour éviter ces inconvénients, on transporte les grumes aussitôt après leur abattage, sous un hangar couvert et peu ventilé, sans toutefois être hermétiquement clos; les pièces ainsi placées sur cales pourraient se dessécher lentement afin de vivre plusieurs mois pour résorber leur amidon, sans cependant être contaminées par les champignons.